# Massimo Rigoni
Massimo Rigoni (Asiago, 24 novembre 1961) è un ex saltatore con gli sci italiano.

## Biografia
In Coppa del Mondo esordì il 30 dicembre 1979 a Oberstdorf (81°) e ottenne il primo podio il 23 gennaio 1982 a Thunder Bay (2°).
In carriera prese parte a un'edizione dei Giochi olimpici invernali, Sarajevo 1984 (16° nel trampolino normale, 34° nel trampolino lungo) e a due dei Campionati mondiali (12° nel trampolino normale a Oslo 1982 il miglior piazzamento).

## Palmarès

### Coppa del Mondo
- Miglior piazzamento in classifica generale: 7º nel 1982
- 5 podi (tutti individuali):
  - 3 secondi posti
  - 2 terzi posti

### Campionati italiani
- 7 medaglie[1]:
  - 1 oro (nel 1982)
  - 4 argenti (nel 1980; nel 1981; nel 1985; nel 1986)
  - 2 bronzi (nel 1978; nel 1983)